# イシー＝レ＝ムリノー
イシー＝レ＝ムリノー （Issy-les-Moulineaux）は、フランス、イル・ド・フランス地域圏、オー＝ド＝セーヌ県の都市。

## 交通
- 鉄道 - パリメトロ12号線、トラム2号線、RER C線
- バス - RATPの路線のほか、ノクティリアンの路線あり

## 由来
元々、単にIssyと呼ばれていた。中世ラテン語では、土地の所有者のガロ＝ローマ名イシキウス（Isicius）にちなみ IssiacumまたはIsciacumと呼ばれていた。現在の名は1893年に決められた名称で、ムリノーとは、当時あった小さな定住地の名で、製粉する風車に由来する。

## 歴史
ブルボン家の分枝で、ブルボン＝コンデ家の分家筋であるブルボン＝コンティ家は、イシー城を含む多くの資産を持っていた（その後イシー城は壊され、現在フランス・カード博物館となっている）。
1699年、コンティ公フランソワは14万リーヴルでイシーの土地を購入した。当時この土地は湿地であった。ルネサンス様式の城には、アンドレ・ル・ノートル設計の広大な庭園が付属していた。1777年まで、代々のコンティ公はこの城で暮らした。
20世紀、ヨーロッパでは野外軍事作戦における飛行機の飛行が行われるようになった。1907年、馬術訓練も行われていた当地の軍事教練場でアンリ・ファルマンとモーリス・ファルマン兄弟が航空飛行の新記録771mを達成し、その記念として飛行場や飛行学校が作られた。イシー＝レ＝ムリノー飛行場はフランスで最も古い飛行練習場で、その後も数々の記録を打ち出した。1911年には1911年のパリ・マドリード間レースも開催された。コミューン内にあるパリ・ヘリポートもその遺物である。ラウル・パテラス・ペスカラは、1924年に1160mを10分でヘリコプターで飛行する記録を出した。

## 人口
コルス（コルシカ島）出身者のコミュニティーがある。現市長アンドレ・サンティーニを含め、これまでに3人のコルスに出自を持つ市長を出している。また、1920年代にアルメニア人虐殺から逃れたアルメニア人移住者が数多くイシーに移り住んだ。これ以降、通りの名にアルメニアを記念する名がつけられたりしている（エレバン高地、エチミアジン広場など）。アルメニア教会もある。

## 経済
Canal+グループ、テクニカラー (企業)、ソデクソ、France 24、ブイグ不動産、ペリエ、コカコーラ・フランス、マイクロソフト・フランスなど大手企業の本社のほか、フランス国鉄の鉄道電気施設などがある。
フランス軍向けの主力戦車などの開発を行っていたイシー＝レ＝ムリノー工廠が設置されていた事でも知られている。

## 姉妹都市
- ヴァイデン・イン・デア・オーバープファルツ、ドイツ
- 市川市、日本

## 出身者
- サンドリーヌ・ピオー - 声楽家
- レイラ・ベクティ - 女優